# ブレスト (ベラルーシ)
ブレスト（ベラルーシ語: Брэст（ブレスト）、古ルーシ語およびウクライナ語: Берестя（ベレスチャ）、Берасьце (Bieraście)、Бярэсьце (Biareście)）は、ベラルーシ西部の都市。ポーランドとの国境近くに位置する。ブク川（西ブーフ川）とMukhavets川との合流点にある。かつてリトアニア大公国領であった際に、ブレスト＝リトフスク(Brest-Litovsk)（リトアニアのブレスト）とも呼ばれた。人口は約32万人。
ブレスト中央駅は、ベルリンとモスクワを結ぶ鉄道のレールのゲージの変換点であり、税関と出入国管理のポイントでもある。ブレストにおいて、列車をロシア規格の広軌から、欧州規格の標準軌に変更しなければならなかった。

## 名称
- ベラルーシ語: Брэст, Бе́расьце （ビェーラシチェ、ビャレーシチェという言い方もある。）,
- ウクライナ語: Берестя（ベレスチャ）
- ポーランド語: Brześć Litewski（ブジェシチ・リテフスキ）, Brześć nad Bugiem（ブジェシチ・ナド・ブギェム）, Brześć Białoruski（ブジェシチ・ビャウォルスキ）
- ロシア語: Брест（ブリェースト）
- イディッシュ語: בריסק（ブリスク）

## 歴史
この都市が文献に初めて登場するのは1017年のことで、スラヴ人の都市「ベレスチャ」として登場する。12世紀から13世紀の間、小さなルーシ系のベレスチャ公国の中心であった。1241年にはモンゴル人によって、1319年にはリトアニア人によって占領された。14世紀には「ブレスト・リトフスク」（リトアニアのベレスト）と改名され、1569年にポーランド・リトアニア共和国の一部となった。1596年にはカトリック教会と正教会の合同会議が、東西教会合同賛成派によって開かれブレスト合同が成立。ウクライナ東方カトリック教会の誕生場となった。
ブレストは1795年よりロシア帝国領となった。第一次世界大戦中の1915年には、ドイツ帝国に占領された。1918年3月には、ここでブレスト＝リトフスク条約が結ばれ、ロシアと中央同盟国との間に休戦が成立した。

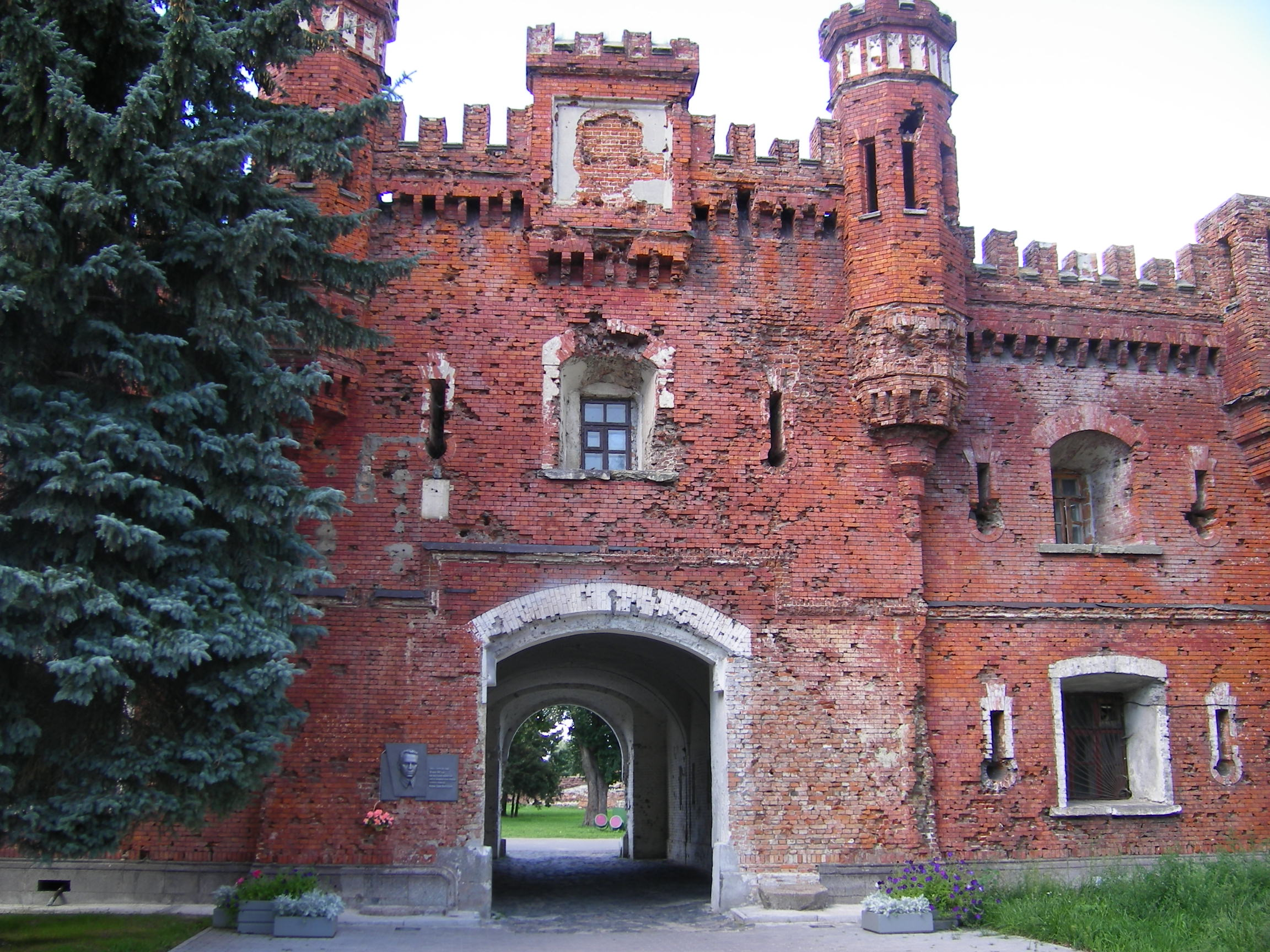
ブレスト要塞

1919年にブレストは、再建されたポーランドの領土となった（これは、1921年のリガ条約でも確認された。）。ブレスト要塞は、第一次世界大戦の間にかなりの損害を受けたが、軍需物資の集積所は再建され、中央部は刑務所とされた。1930年代にはWincenty Witosが服役していた。
1939年9月のナチス・ドイツのポーランド侵攻の際、町はゲン (Gen) 駐留の僅か4個歩兵大隊に守備されていた。Konstanty Plisowski は、ハインツ・グデーリアン将軍に率いられた第19装甲軍団と戦闘を行った。しかし、4日間の激しい戦闘の後、ポーランド軍は敗れ9月17日に南方に撤退。
9月18日、東西から侵攻してきたドイツ軍とソビエト軍はブレスト市内で相会した。
ドイツとソ連によってポーランドが分割占領されると、町は独ソ不可侵条約の秘密議定書に基づき、ソ連に併合された。なお、多くのベラルーシ人は、ベラルーシ人コミュニティーの再統合と考えた。ブレストではソ連赤軍とドイツ国防軍の独ソ共同軍事パレードも行われた。
1941年6月22日、ドイツによるソ連の侵攻に伴い、町はドイツ軍の攻撃を受けた。それに対しブレストの要塞は、激しく抵抗した。抵抗は約1ヶ月続き、その抵抗の果敢さからブレストはソ連より「英雄要塞」の称号を受けた。ドイツ軍占領後、ナチスによりブレストのユダヤ人は多くが殺害された。なお、1944年にはソ連により町は奪還された。
1945年2月のヤルタ協定に基づき、町はソ連領となり、現在は、ソビエト連邦の崩壊に伴いベラルーシ領となっている。

## 観光

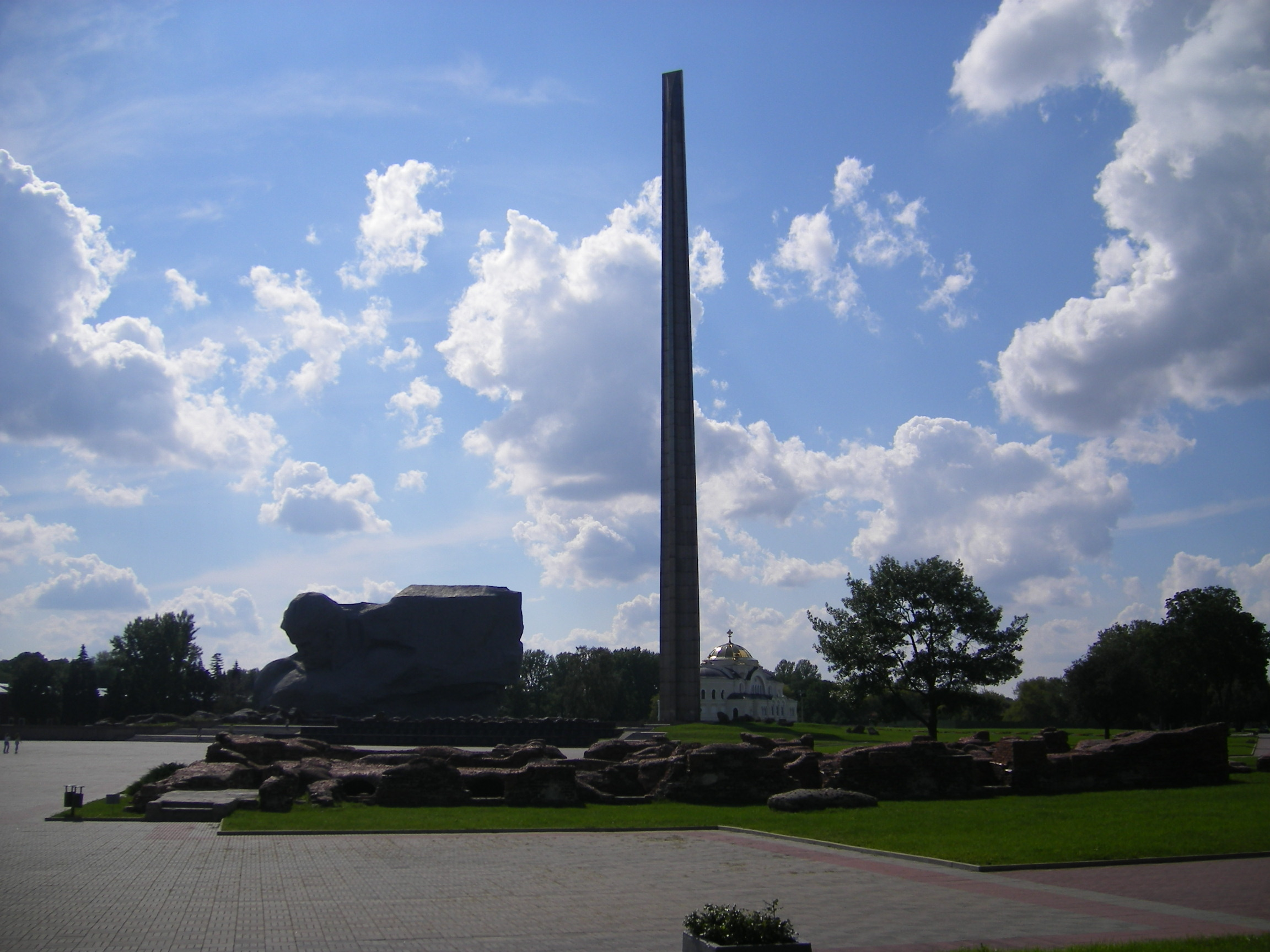

1941年の戦いにおける要塞の防衛者たちを記念するソビエト式の記念碑がある。この戦没者記念碑が最大の観光名所となっている。また、要塞の兵舎はブレスト要塞博物館となっている。そこでは1970年代の発掘で発見された13世紀の遺物と建物が展示されている。
ブレストの70kmの北にあるベラヴェシュスカヤ・プーシャ国立公園は、自然保護区となっており、車またはバスで行くことができる。博物館と動物園に加えて、来訪者向けの小さなホテルとレストランが森の中にある。また、森林内を馬車で散策することができる。森林においては、珍しいヨーロッパバイソンが保護されている。
タデウシュ・コシチュシュコが生まれたコサヴァ村は、ブレスト地域内にあり、そこには19世紀の邸宅とカトリック教会がある。
また、ベラルーシ初の鉄道の屋外博物館である鉄道技術博物館(be)がある。
ユダヤ人虐殺の記念碑もある。
空港（空港コード BQT）は、ソ連崩壊時に閉鎖されたが、近年、首都ミンスクやロシア連邦のモスクワ、ノヴゴロドとの路線が再開されている。
ブレストにおいて鉄道に乗車し、ポーランド側へ出発する際は、乗車前に税関・パスポートコントロールの手続きをすることとなる。出発時刻より、早い時間に駅（ブレスト中央駅等）に到着する必要がある。

## 姉妹都市
- モスクワ、ロシア
- オリョール、ロシア
- ペトロザヴォーツク、ロシア
- コヴロフ、ロシア
- ニジニ・タギル、ロシア
- リャザン、ロシア
- ルーツィク、ウクライナ
- ナヒチェヴァン、アゼルバイジャン
- シント＝ニクラース、ベルギー
- ビャワ・ポドラスカ（英語版）、ポーランド
- 孝感市、中国
- プレヴェン、ブルガリア
- アシュドッド、イスラエル
- アレッポ、シリア

## 出身人物
- ルイス・グルーエンバーグ (作曲家)
- デイヴィッド・ドゥビンスキー (労働組合運動指導者)
- メナヘム・ベギン (イスラエル元首相)
- ガナ・ワルスカ (オペラ歌手、園芸家)
- ニコライ・カルポリ (バレーボールロシア女子代表監督)
- ユリヤ・ネステレンコ (陸上競技選手、2004年アテネオリンピック女子100m金メダリスト)